# Hoffmannstraße 2 (Löbejün)

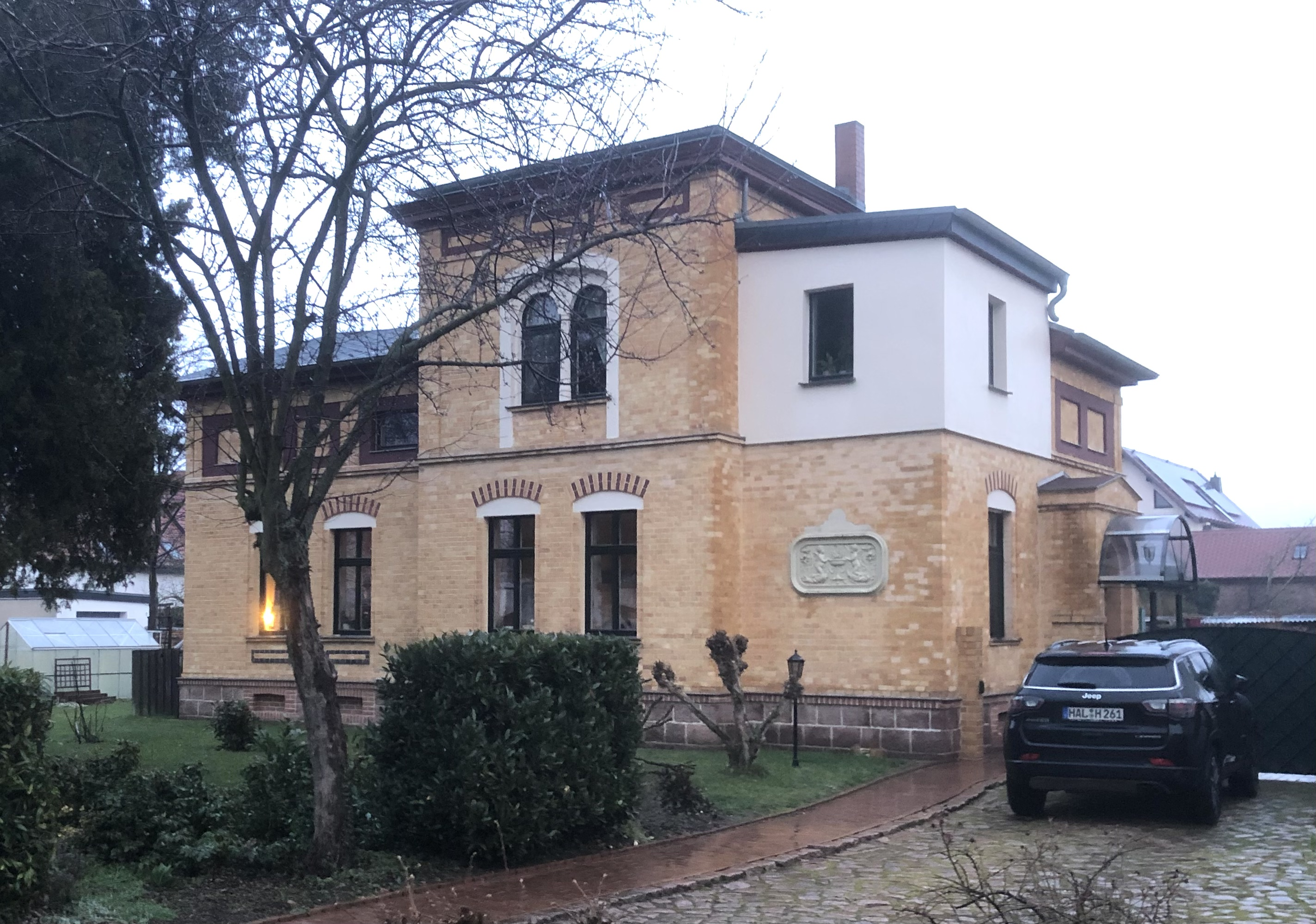
Villa Hoffmannstraße 2 im Jahr 2022

Die Hoffmannstraße 2 ist eine denkmalgeschützte Villa im Ortsteil Löbejün in der Stadt Wettin-Löbejün in Sachsen-Anhalt.
Das Gebäude befindet sich östlich der Löbejüner Altstadt auf der Ostseite der Hoffmannstraße. Nördlich der Villa mündet die Martinstraße auf eine Straßenkreuzung ein, in die von Westen die Straße Kochstor und von Norden die Wiesenstraße treffen.
Die repräsentative Villa entstand Ende des 19. Jahrhunderts als Backsteinbau. Architektonisch gilt das Gebäude als gut proportioniert.
Im örtlichen Denkmalverzeichnis ist die Villa unter der Erfassungsnummer 094 55234 als Baudenkmal verzeichnet.